# کالیفرنیا ۸ ساعت
کالیفرنیا ۸ ساعت یک مسابقه استقامتی خودروهای اسپرت بود که از سال ۲۰۱۷ تا ۲۰۱۹ به عنوان بخشی از مسابقات بین قاره‌ای جی‌تی‌ چلنج در پیست بین‌المللی لاگونا در مونتری، کالیفرنیا، ایالات متحده برگزار میشد. 
فصل افتتاحیه برای خودروهای جی‌تی ۳ و جی‌تی‌۴ بود. خودروهای تورینگ نیز برای سال ۲۰۱۸ به این مسابقات اضافه شد. 
در طول سه سال این رویداد، بخشی از آن توسط شبکه ورزشی سی‌بی‌اس و از اینترنت در سراسر جهان پوشش داده میشد و پخش زنده داشت.   